# Myth War Online
Myth War Online è un videogioco gratuito di tipo MMORPG, sviluppato dalla società Unigium e pubblicato dalla IGG 
Internet Gaming Gate.

## Modalità di gioco
L'ambientazione del gioco è fantastica, la grafica è in 2D e si differenzia molto dai moderni MMORPG in 3D.
Anche il sistema di combattimento è particolare si differenzia dai principali MMORPG con uno stile di combattimento simile a quello di Final Fantasy, si tratta infatti di un sistema di combattimento a turni in tempo reale.
Nei primi 50 livelli si impara a conoscere il gioco ed il suo mondo, dopo di quelli bisogna iniziare a interagire con gli altri personaggi per completare delle missioni insieme.
Si basa principalmente su un sistema a livelli del giocatore e delle sue abilità (skill). Ogni giocatore ha 4 skill, dopo ogni battaglia ottiene exp (punti esperienza per aumentare il suo livello) e skill exp (per aumentare l'efficacia dell'abilità).
Sono presenti 4 razze diverse, ognuna con le sue particolari abilità ed il suo corrispettivo maschile e femminile:
Umanoha 3 skill principali che sono stun (pietrificare), hypnotize (addormentare), chaos (confondere). Le femmine umane possiedono l'abilità poison che fa perdere ad ogni round una percentuale dei punti vita e i maschi hanno frailty che similmente a poison agisce sui punti movimento del nemico.
Centaurole skill della razza sono heal (cura), speed (velocità) e multishot/blizzard (danno fisico). Le abilità del genere sono unstun per la femmina e purge chaos per il maschio, abilità che curano dallo stato pietrificato e confuso.
MagoIl mago è l'attaccante di massa, è caratterizzato da 3 skill che procurano danno elementale (fire/ice, flash, evil) molto potenti che a volte possono uccidere istantaneamente il nemico. In più hanno un'abilità che procura morte istantanea dopo un determinato numero di round.
Borghanno l'abilità di razza drain, che riduce una percentuale dei punti vita e magici proporzionalmente a quelli posseduti. Possiedono anche Reflect che riflette un danno fisico subito all'attaccante e repel analogo a reflect ma riflette il danno magico. Inoltre i maschi sono dotati di Enhance che potenzia gli attributi dell'attacco fisico e le femmine protect che aumenta le resistenze alle altre abilità riducendone effetti o danni quasi fino al 50%.
Ogni personaggio ha uno o più animaletti da fare crescere insieme a lui, chiamati Pet. Il pet si sviluppa analogamente al giocatore ed è essenziale ai fini della sopravvivenza e come attaccante. All'inizio del gioco, ogni giocatore ottiene un pet da far crescere insieme a lui, con il passare del gioco se ne trovano altri andandoli a cacciare nel pet shop, acquistandoli dal negozio online o dai negozi degli altri giocatori.
Come altri MMORPG il gioco ha un sistema di gilde alle quali si può aderire per ottenere aiuto da altri giocatori e per la guerra settimanale. Ogni fine settimana infatti le gilde più potenti si affrontano nella guerra delle gilde, ogni gilda porta in campo tutti i suoi giocatori e si affrontano in duelli.

## Myth War 2
Myth War 2 è un aggiornamento del suo predecessore Myth War Online. Le differenze tra i due giochi sono nuove mappe con stessi nomi e caratteristiche, nuova grafica per alcuni personaggi, un nuovo sistema di cattura dei pet ed infine un nuovo sistema di upgrade di skill.